# Der von Buchein

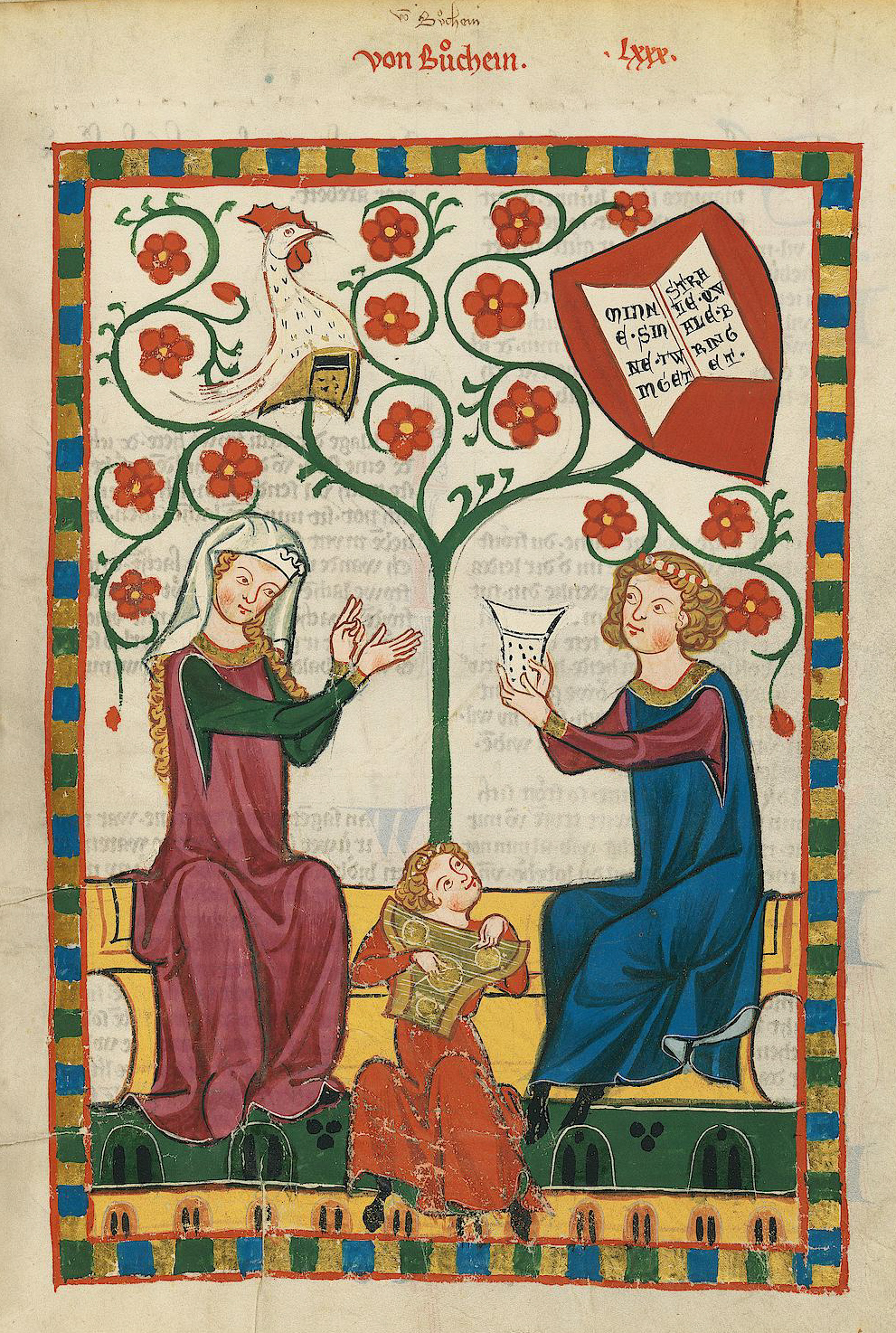
von Bůchein: Miniatur im Codex Manesse

Der von Buchein (* im 13. Jahrhundert) war Minnesänger. Von ihm sind in der Manessischen Liederhandschrift vier Lieder und drei einstrophige Spruchtöne überliefert. Die Gleichsetzung des Minnesängers mit dem um 1251–1282 nachgewiesenen, aus Buchen im Odenwald stammenden Ministerialen Albrecht Pilgrim von Buochein ist umstritten. Bei der Datierung des Schaffens von Bucheins hilft die Klage über den verfrühten Tod eines Grafen von Calw in seinem Spruchton Swa biderbe herren sterbent, denn der letzte Calwer, Graf Gottfried V., starb vor 1262. Eine Herkunft der Minnelieder aus dem Freiburger Raum wird durch Franz Josef Worstbrock angezweifelt.
Eine nähere Untersuchung der Lieder lässt erkennen, dass zwei von ihnen mit denen des ebenfalls in der manessischen Liederhandschrift vertretenen Minnesängers Von Trostberg in vielen Passagen inhaltsgleich sind. Welchem der beiden Dichter diese Lieder zuzuschreiben sind, ist unklar. Ein weiteres Lied ist ebenfalls in der manessischen Handschrift auch unter dem Namen des Herrn Heinrich von der Mure (Heinrich von Mure, 1223–1263 bezeugt) überliefert, und aus stilistischen Gründen wohl eher diesem zuzuschreiben. In Form und Inhalt orientieren sich die Lieder des Bucheiners am Schaffen Gottfrieds von Neifen.
Die Miniatur im Codex Manesse zeigt den Bucheiner einer Dame zugewandt, der er als Zeichen der Minne einen Becher reicht. Der zwischen dem Paar sitzende, kleiner dargestellte Musiker, der ein Psalterium hält, weist den Dichter als Minnesänger aus. Das redende Wappen trägt die Inschrift MINNE SINNE TWINGET / STRALE QWALE BRINGET.